# 分 (倫理)
分（ぶん）とは、世界・社会における個々の人や物の正しい位置や取り分を指す漢語由来の言葉。
古代中国においては、万人万物が正しい秩序のもとで定められた正しい位置に定常していることが望ましいと考えられていた。「その正しい秩序とは何か?」「その中において人間はどのような分のもとにあるべきか?」について、諸子百家の間で様々な議論が行われてきたが、後に儒教が中国思想の主導的地位を占めるとともに名と組み合わされて、名分論が形成された。

## 解釈
荀況によれば、人間が虚弱の存在でありながら、獣たちに対して優位を占めるのは群れて集団生活を送ることが可能であるからであり、それを維持するための原理が分であるとした。人間は欲望を持っており、そのために互いの利害が衝突して争いの原因になるが、君子聖人である君主が礼儀を定め、人々に名を与えて人間の間における相違（君と臣、親と子、男と女、長と幼など）を確立し、その間に分を与えて関係を定めて全ての人々が相違と関係を維持するための規則である礼を守れば争いを起こすことが無くなって社会は安定しより強力になると考えられたのである。
さらに分は人間以外の動植物や物品にも及んでおり、個々の人間が手中に収める事が許される範囲のことも分と呼び、その範囲の内側にある分を「取り分」などと称した。ただし、時代と場所によってその分による統制にも強弱があり、中国の宋代には科挙による身分的流動性の拡大と国家の統制の枠組を越えた経済発展、佃戸の自立の動き、更に契丹・女真・蒙古の侵入の危機の中で、「華と夷」、「尊と卑」、「君と臣」の分をいかに守っていくかという議論の中から、社会においては「主僕の分（主佃の分）」の概念が強く主張され、儒教では宋学の発展が促された。一方、日本の江戸時代における士農工商は、今日では旧来の厳格な身分制度と位置づけられていた学説より、実際には柔軟性のある身分制度であったと考えられているものの、それでも世襲的・固定的な仕組が一定の範囲で機能して名と分が深く結びついていたと考えられている。
今日の日本や中国の社会においても、社会的な地位や立場によって守るべき振舞いや倫理観があると考えられ、「分限」・「分際」・「分相応」などと言った表現がなされる場合がある。